# Alfred Freddy Krupa

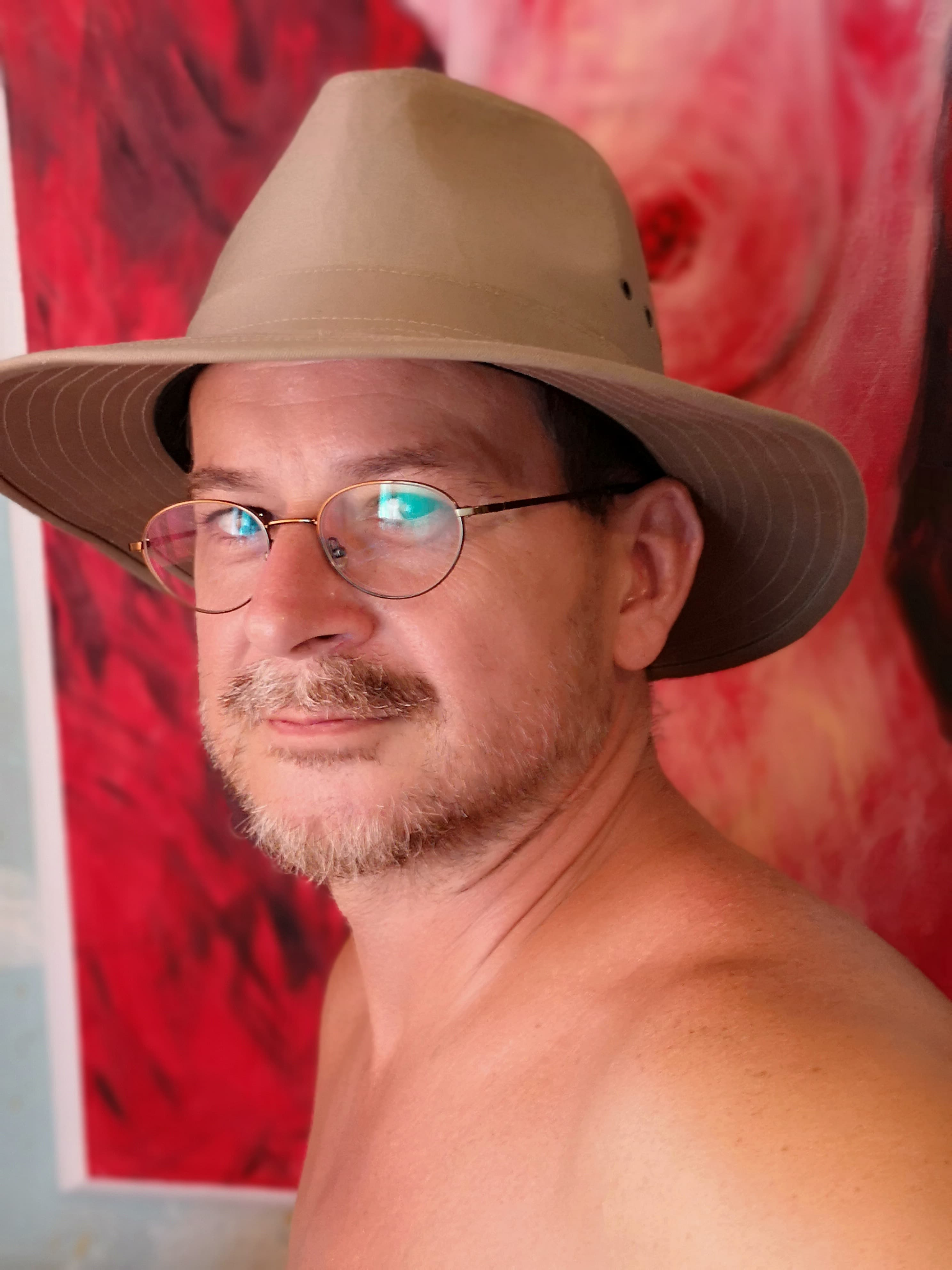
Alfred Freddy Krupa (2019)

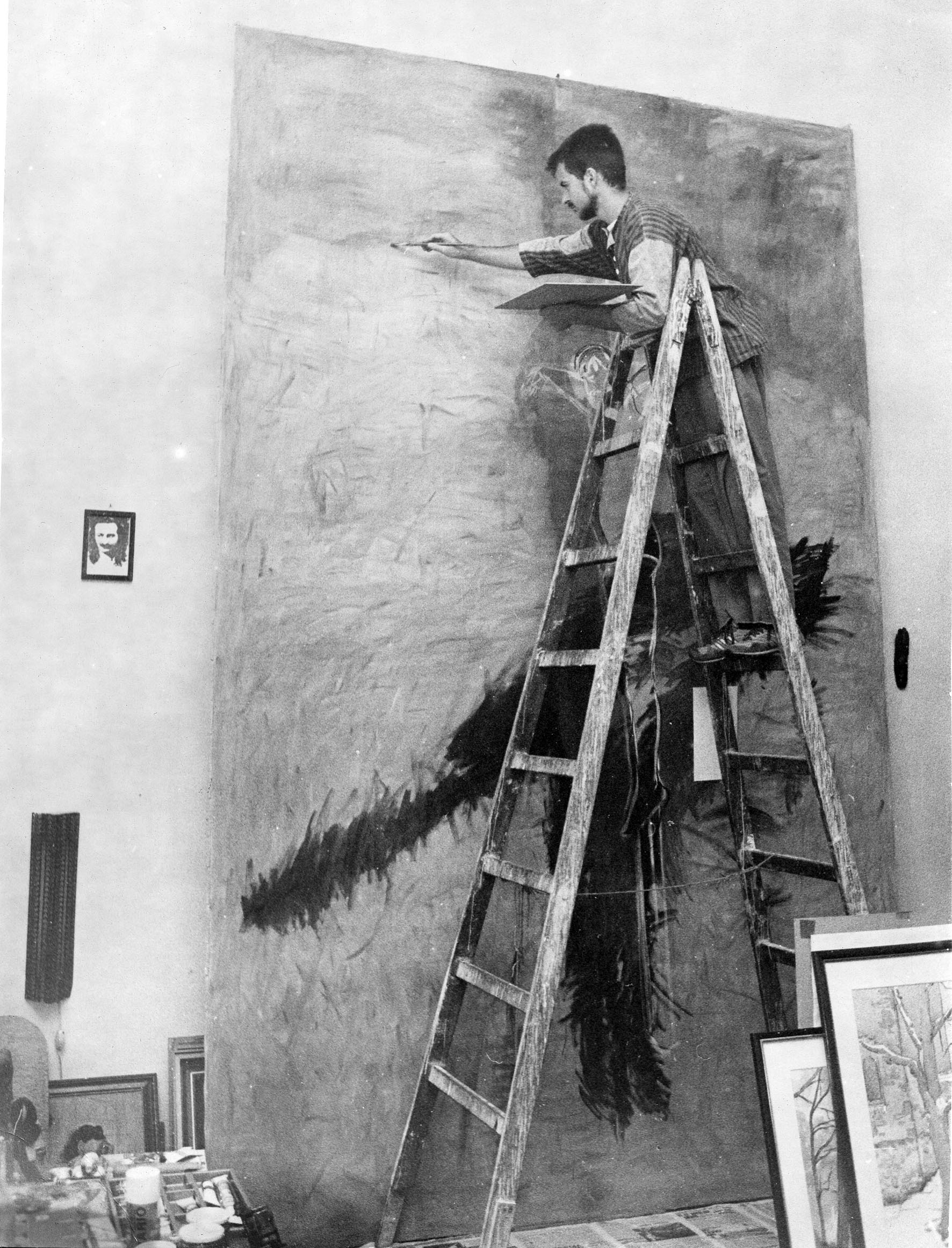
Alfred Freddy Krupa (1994)

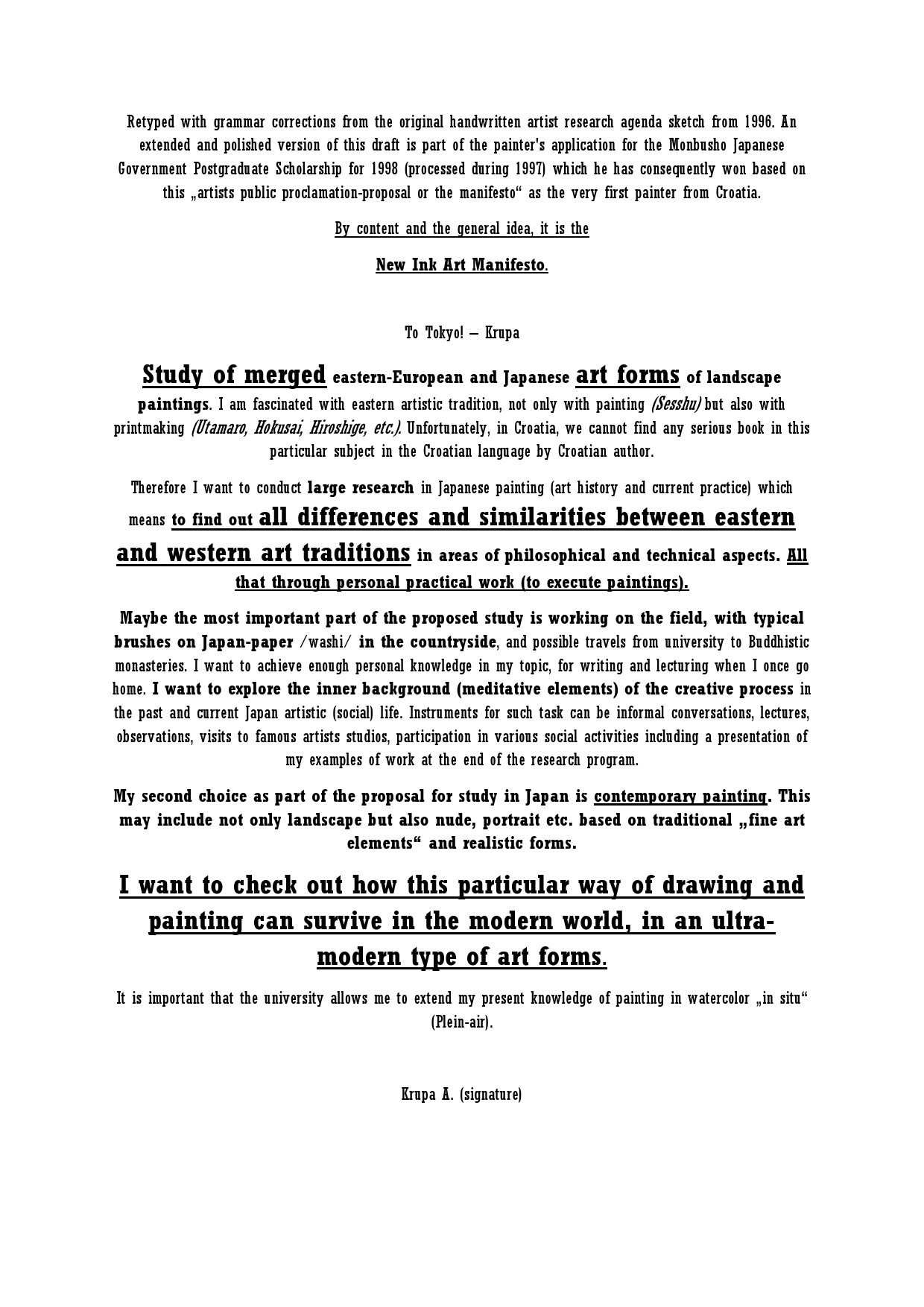
New Ink Art Manifesto (1996)

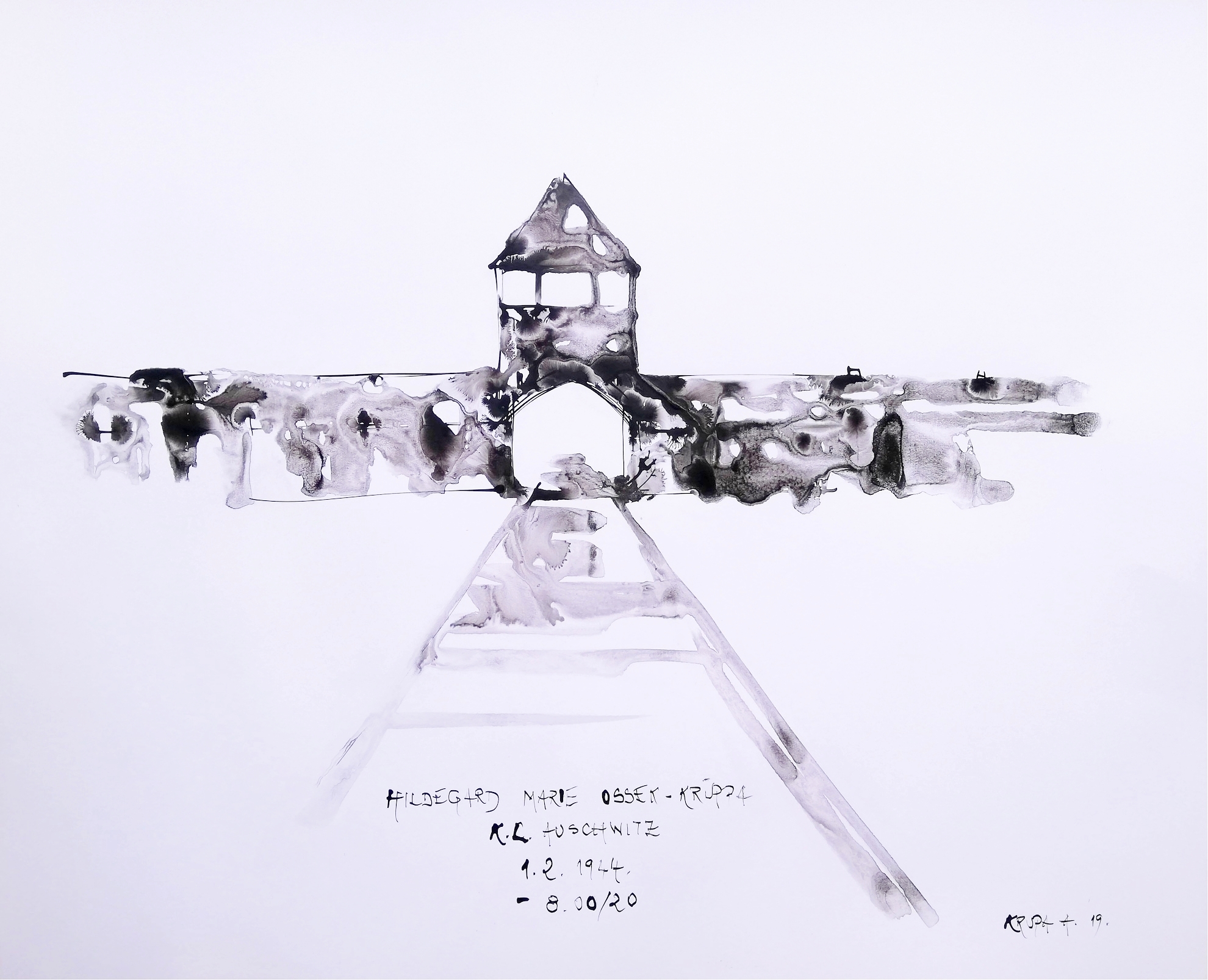
Hildegard Marie Ossek-Kruppa K.L.Auschwitz 1.2.1944. 8,20

Alfred Freddy Krupa (* 14. Juni 1971 in Karlovac, Kroatien) ist ein kroatischer Maler, Zeichner und Kunstlehrer.

## Leben
Er ist Enkel und Schüler des Malers und Erfinders Alfred Krupa Sr. (1915–1989).
Alfred Freddy Krupa ist als Maler von Porträts bekannt. Er porträtierte unter anderem den kroatischen Präsidenten Franjo Tudjman (1996) und Ruandas König Kigeri V. (2013). Er hatte Ausstellungen in Kroatien, Belgien, Japan, Pakistan und den USA.
Er erhielt 1998 ein Stipendium an der Gakugei-Universität Tokio und studierte japanische Tuschmalerei.
Krupa gilt als Vorreiter der New Ink Art-Bewegung.
Alfred Krupa hat den Weltrekord für die längste Tuschezeichnung auf roher Leinwand aufgestellt, die mit Schwanen- und Gänsefedern als Pinsel erstellt wurde.

## Stil
Der japanische Einfluss zeigt sich in der Linienführung und im Lauf des mit Farbe gesättigten Pinsels sowie in der Differenzierung des Schwarz zu feinen Grauwerten. Zuweilen löst sich Krupa von der Bindung an gegenständliche Formen, an Baum, Strauch und Wege und gewährt dem Pinsel freien Lauf zu einem Pinselschwung, der damit eine Nähe zum europäischen Informel andeutet. „In gewisser Weise ist Krupas Malerei eine Brücke zwischen der japanischen und der europäischen Tuschmalerei“.
Jeffrey Grunthaner (Kurator und Berliner Herausgeber von Noah Beckers WhiteHot Contemporary Art Magazine, New York) schreibt im März 2022: „Das relativ kleine Ausmaß der Kunstwelt in Krupas Heimat Kroatien hat die hochmoderne Tendenz, die sich durch sein gesamtes Werk zieht, nur noch verstärkt. Im Gegensatz zu den meisten arbeitenden Künstlern kann Krupa von sich behaupten, Avantgarde zu sein – und sei es nur, weil die schwefelhaltigen Dämpfe des Krieges und die existenziellen Leiden, die ein korruptes und respektloses Nachkriegs-Establishment mit sich bringt, von seinem Umgang mit Tusche herzurühren scheinen, was ihn weniger macht ein künstlerisches Medium und eher eine fortschrittliche Technologie, die die nervösen Erschütterungen dokumentiert, die unser Bewusstsein für innere und äußere Konflikte begleiten“.

## Auszeichnungen & Mitgliedschaften
- Fellow der The Royal Society of Arts (2002)
- Baron, Königshaus von Ruanda (2013)[13]
- Großkreuz, Royal Order of the Crown, Ruanda (2013)[14]
- Die Goldliste der besten zeitgenössischen Künstler von heute (Englisch: The Gold List of the Top Contemporary Artists of Today) (2022)[15]
- Orden des kroatischen Morgensterns (Kroatisch: Red Danice hrvatske) mit der Figur von Marko Marulić – für besondere Verdienste um die Kultur.[16][17] Der Orden verfügt über die einzige Klasse des Ritter-/Dame-Großkreuzes. (2023)
- Auszeichnung der Stadt Karlovac (Kroatisch: Nagrada Grada Karlovca) (2023)[18]